# Шретштакен
Шретштакен (нем. Schretstaken) — община в Германии, в земле Шлезвиг-Гольштейн. 
Входит в состав района Герцогство Лауэнбург. Подчиняется управлению Брайтенфельде.  Население составляет 512 человек (на 31 декабря 2010 года). Занимает площадь 8,47 км².